# Władzin
Władzin – wieś sołecka w Polsce położona w województwie mazowieckim, w powiecie otwockim, w gminie Kołbiel.

## Historia
Miejscowość powstała w XIX wieku. Pierwsze wzmianki o niej pochodzą ze Słownika Geograficznego Królestwa Polskiego z 1893 roku. Nazwa osady pochodzi od zdrobnia imienia Władysława. W 1921 roku wioska liczyła 26 domów i 204 mieszkańców.
W latach 1975–1998 miejscowość administracyjnie należała do województwa siedleckiego.
Wierni Kościoła rzymskokatolickiego należą do parafii Świętej Trójcy w Kołbieli.